# Пуринові основи

Приклади пуринів: аденін (2), гуанін (3), гіпоксантин (4), ксантин (5), теобромін (6), кофеїн (7), сечова кислота (8) та ізогуанін (9)

Пуринові основи, пурини (рос. пуриновые основания, [пурины], англ. purine bases) — пурин (імідазо[5,4-d]піримідин) та його похідні. Це кристалічні, з високими температурами плавлення речовини, малорозчинні у воді, розчинні в кислотах або лугах.
До пуринів належать сполуки природного походження, котрі входять до складу нуклеїнових кислот, нуклеотидів і деяких коферментів тваринних, рослинних тканин і мікроорганізмів (аденін, гуанін, гіпоксантин, ксантин). Їм притаманна лактим-лактамна таутомерія. Кінцевими продуктами пуринового обміну є сечова кислота — теж пуринова похідна.